# Blocco Mentale
Blocco Mentale é um grupo italiano de rock progressivo.

## História
Grupo da zona de Viterbo, o Blocco Mentale realizou um único álbum, intitulado Poa, uma palavra grega que significa "grama", escrita em letras gregas na capa, em 1973, desaparecendo logo depois.
Como é possível deduzir pelo título, o álbum, contendo sete músicas, apresenta argumento ecológico. As letras tratam de natureza, flores e prados verdades, algumas vezes com a linguagem um pouco ingênuo típico da época.
Musicalmente o disco tem partes muito interessantes, ainda que se aproxime do pop em alguns momentos. A banda utiliza partes com mais vozes, no estilo do New Trolls, e todos os músicos resultam também cantores.
Um bom álbum, mas não ao nível de muitos outros naquele esplêndido ano de 1973 em que houve uma intensa produção discográfica de grupos italianos de rock progressivo.
O grupo se dissolveu após publicar o single L'amore muore a vent'anni, mais melódico, saído após o álbum original, reformando-se mais tarde com o nome Limousine.
O novo grupo, de estilo mais comercial, venceu alguns importantes festivais em 1978 e 1979 realizando dois 45 rotações. O cantor e saxofonista Bernardo Finocchi criou, em 1980 com o nome de Bernardo Lafonte o mini-LP com quatro músicas. Sei proprio tu Lettera A AQ122, com a colaboração de Michele Arena, Aldo Angeletti e Filippo Lazzari, e com o mesmo nome, junto a mulher Francesca Lotà, alguns discos de música de inspiração religiosa. 
Já o tecladista Filippo Lazzari morreu em um acidente de estrada em 1991.

## Formação
- Bernardo "Dino" Finocchi (voz, sax, flauta)
- Aldo Angeletti (voz, baixo)
- Gigi Bianchi (guitarra, voz)
- Filippo Lazzari (teclado, voz, harmônica)
- Michele Arena (bateria, voz)

## Discografia

### LP
- 1973 - Poa (Titania, BM 2301)
- 1973 - Poa (BTF/Vinyl Magic, VM 032LP)

### CD
- 1993 - Poa (Vinyl Magic, VM 032) reedição do álbum de 1973 em CD, relançado em 2000 com o mesmo número de catálogo e o novo nome da etiqueta VM2000
- 1993 - Poa (Mellow, MMP 143) acrescido com duas músicas do single de 1973
- 2011 - Poa (BTF/Vinyl Magic, VM 032) nova reedição com capa contendo mini-capa do LP

## Singles
- 1973 - L'amore muore a vent'anni/Lei è musica (Titania, TIT 0024) contendo músicas inéditas
- 1973 - L'amore muore a vent'anni (Titania/Durium, LdA 7801) single de jukebox - no lado B Wess/Io sto bene senza te